# Дейтш, Готтгард
Готтгард Дейтш (англ. Gotthard Deutsch; Gottard Deutsch; 1859—1921) — американский раввин, богослов, еврейский историк, писатель и энциклопедист моравского происхождения. Философ по образованию. Один из редакторов первой еврейской энциклопедии («Jewish Encyclopedia»; 1901—1906).

## Биография
Готтгард Дейтш родился в Кавице (Моравия; Австрийская империя) в 1859 году. Происходя из раввинского семейства (потомки его предка, Якова Брауншвейга, приняли фамилию «Deutsch» = Немец), Дейтш получил раввинский диплом у Вейсса в Вене, где окончил философский факультет (1881). Дейтш занимал должность учителя еврейской религии в среднеучебных заведениях города Брно. С 1887 года состоял раввином в Брюксе (Богемия), а в 1891 году занял кафедру по еврейской истории и религиозной философии в Hebrew Union College в Цинциннати.
После смерти Исаака Меира Вайса Дейтш был редактором-издателем журнала «Deborah» до прекращения издания в 1903 году. Написал много статей в европейских и американских еврейских и общих изданиях. Дейтш состоял редактором «Jewish Encyclopedia» по истории евреев с 1492 по 1903 годы.

## Издания
- Symbolik in Kultus u. Dichtung bei den Hebräern (Брюнн, 1886);
- Paradigmentafeln zur hebräischen Grammatik (1886);
- Gedenkrede an dem Sarge d. verewigten D-r Aron Bärwald (1881);
- Epochs of Jewish history (Нью-Йорк, 1894);
- Theory of oral tradition (Цинциннати, 1896);
- Philosophy of Jewish history (там же, 1897);
- Andere Zeiten (роман, Берлин, 1898);
- Unlösbare Fesseln (роман)[2].